# Mossmattvävare
Mossmattvävare (Oryphantes angulatus) är en spindelart som först beskrevs av O. Pickard-Cambridge 1881.  Mossmattvävare ingår i släktet Oryphantes och familjen täckvävarspindlar. Arten är reproducerande i Sverige. Inga underarter finns listade i Catalogue of Life.